# Hawker Hunter

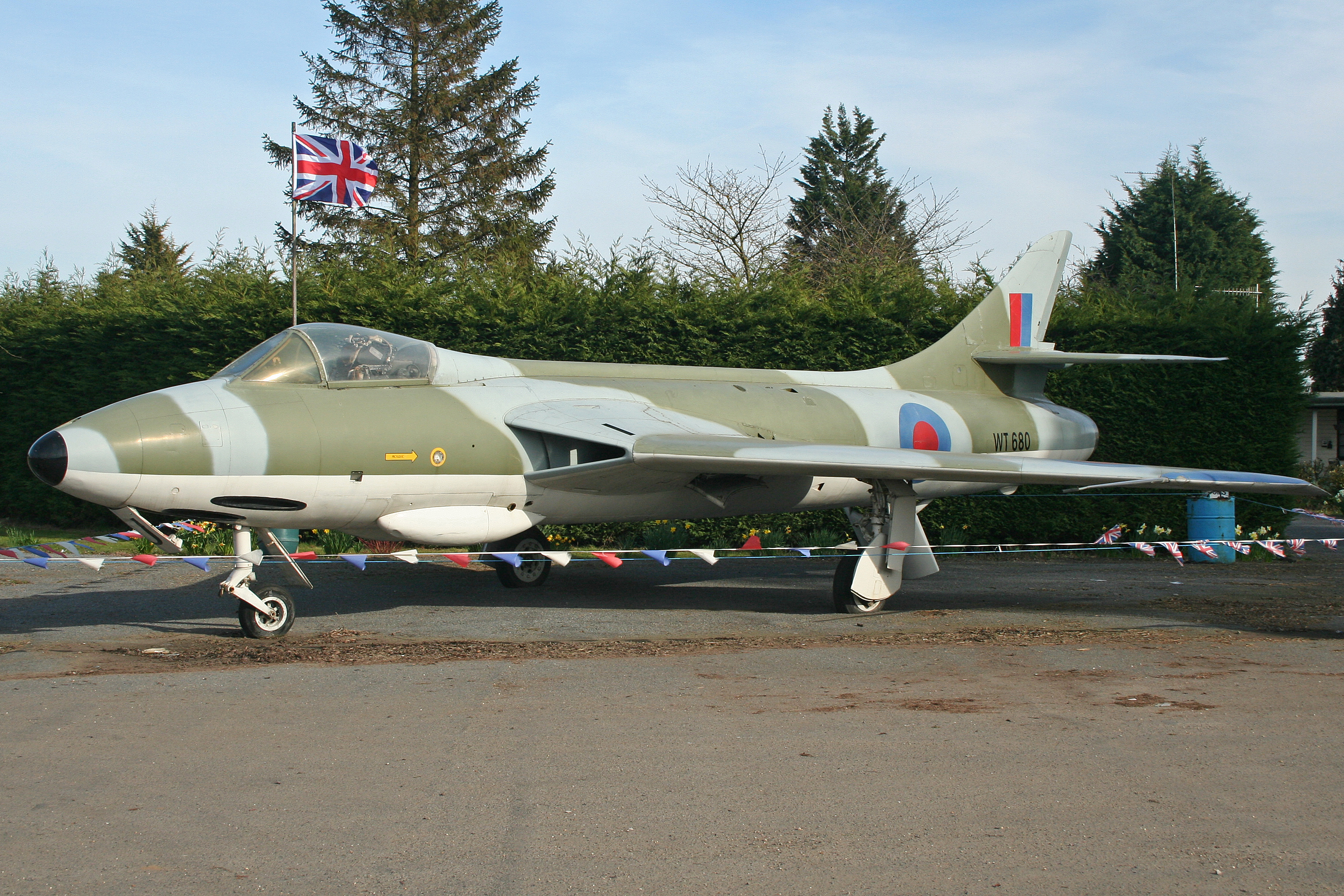
Hunter F.1

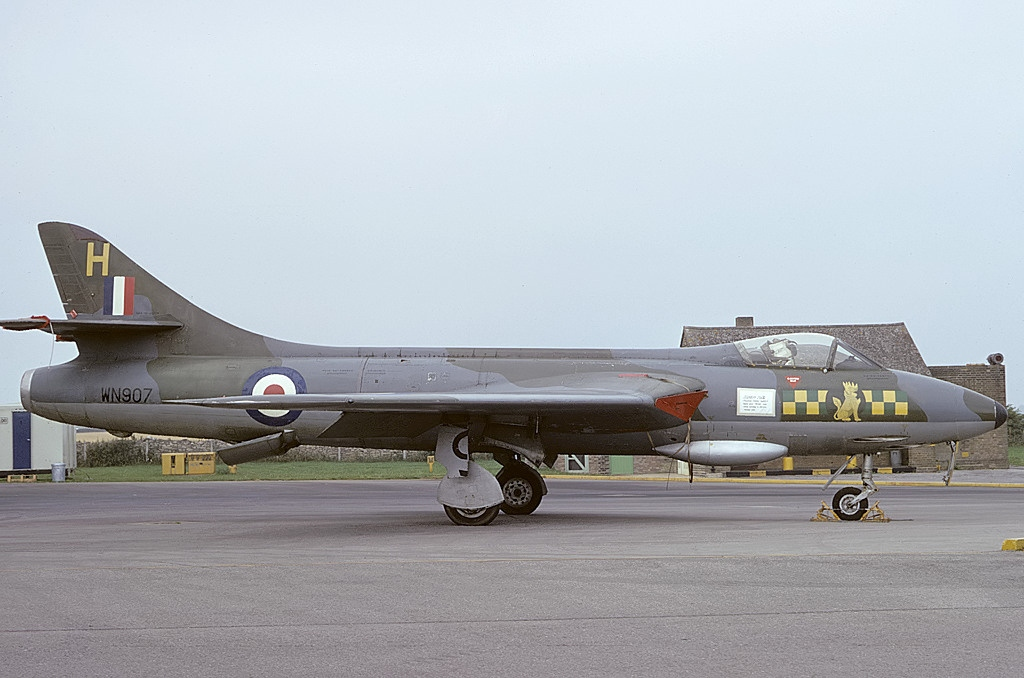
Hunter F.2 w 1975

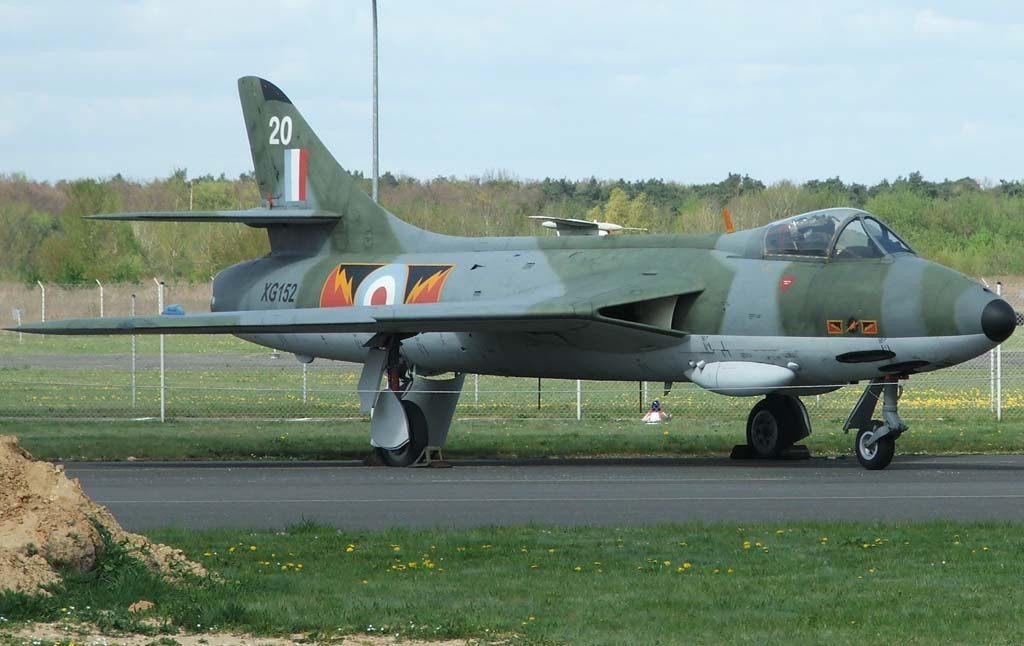
Hunter F.6A w Luftwaffe Museum w Berlinie

Hawker Hunter (ang. hunter – „myśliwy”) – brytyjski odrzutowy samolot myśliwski i myśliwsko-bombowy z lat 50. XX wieku, wykorzystywany przez RAF oraz siły powietrzne 19 innych krajów. Łącznie zbudowano 1972 maszyny w macierzystej wytwórni Hawker Siddeley oraz na licencji w Belgii i Holandii.

## Historia
Początki myśliwca Hunter są związane z samolotem pokładowym o prostych skrzydłach Hawker Sea Hawk, niezaakceptowanym przez brytyjskie wojska lotnicze (RAF), a jedynie przez lotnictwo marynarki (FAA). W celu poprawienia jego osiągów i wypełnienia wymagań Ministerstwa Lotnictwa Wielkiej Brytanii oznaczonych numerem E.38/46, główny konstruktor wytwórni Hawker Siddeley, Sydney Camm, zaprojektował prototypowy samolot oznaczony jako P.1052, który był właściwie wersją Sea Hawka ze skrzydłami skośnymi – pod kątem 35 stopni. Osiągi tego oblatanego 19 listopada 1948 samolotu były bardzo dobre i, zdaniem zarządu wytwórni Hawker Siddeley, miał on szansę po wprowadzeniu niezbędnych zmian i ulepszeń stać się myśliwcem, który mógłby być produkowany seryjnie. Korzystając z własnych środków wytwórni, przebudowano drugi egzemplarz prototypowego P.1052 na nowy samolot Hawker P.1081 ze skośnym usterzeniem ogonowym oraz zaprojektowaną na nowo tylną sekcją kadłuba i, w przeciwieństwie do Sea Hawka, nie z rozdwojoną, a pojedynczą dyszą gazów wylotowych silnika odrzutowego. Maszyna ta została oblatana 19 czerwca 1950 roku i okazała się konstrukcją na tyle obiecującą, że wzbudziła zainteresowanie Sił Powietrznych Australii. Rok po oblataniu samolot uległ jednak katastrofie, co uniemożliwiło kontynuowanie prac rozwojowych.
Tymczasem Ministerstwo Lotnictwa wydało kolejną specyfikację F.43/46 na dzienny (tj. zdolny do operowania tylko w ciągu dnia) myśliwiec przechwytujący o napędzie odrzutowym. Sydney Camm w celu sprostania nowym wymaganiom zaprojektował bazującą na pierwszym prototypie P.1052 maszynę napędzaną nowym silnikiem Rolls-Royce’a typu Avon, który – w przeciwieństwie do zastosowanego w Sea Hawku Rolls-Royce Nene – miał sprężarkę osiową, co przyczyniło się do zmniejszenia rozmiarów tego silnika, z jednoczesnym uzyskaniem większego ciągu. Początkowo maszyna miała jeden wlot powietrza w nosie i usterzenie ogonowe w kształcie litery T; później – w celu zwiększenia stabilności konstrukcji – usterzenie zmieniono, a zamiast centralnego wlotu powietrza zastosowano dwa, u nasady skrzydeł, zapewniając tym samym miejsce na uzbrojenie i radar w przedniej części kadłuba.
Pierwszy prototyp oznaczony jako P.1067 został oblatany 20 lipca 1951 roku. Napęd maszyny stanowił silnik Avon 103 o ciągu 28,91 kN taki sam jak zastosowany w bombowcu English Electric Canberra. Druga maszyna prototypowa została wyposażona w mocniejszy silnik turboodrzutowy Avon 107 o ciągu 33,58 kN, seryjną awionikę oraz uzbrojenie i oblatana 5 maja 1952. Trzecia maszyna testowa oblatana 30 listopada 1952 została próbnie wyposażona w inny silnik ze sprężarką osiową produkcji wytwórni Armstrong Siddeley Sapphire 101 o ciągu 35,59 kN.

### Wersje myśliwskie
Ministerstwo Zaopatrzenia (ang. Ministry of Supply) zamówiło produkcyjną wersję Huntera w marcu 1950, na rok przed jego oblataniem. Pierwsza maszyna serii informacyjnej, tj. serii przeznaczonej do testów poligonowych, a poprzedzającej serię produkcyjną, Hunter F.1 wzbiła się w powietrze 16 marca 1953 roku; napędzana była silnikiem Avon 113 o ciągu 33,80 kN. Łącznie zbudowano 20 samolotów z licznymi rozwiązaniami nie uwzględnionymi w późniejszych maszynach seryjnych. Dwa najważniejsze z nich to specjalne klapy strumieniowe z przedmuchem powietrza doprowadzonego z silnika odrzutowego i kadłub skonstruowany zgodnie z regułą pól. Poza serią informacyjną, zbudowano jeszcze 119 maszyn wersji F.1. Z ogólnej liczby 139 samolotów 113 powstało w fabryce w Kingston, a 26 w Blackpool.
Kolejną wersją był Hunter F.2 (F – fighter – myśliwiec, model 2) napędzany silnikiem Armstrong Siddeley Sapphire 101 i oblatany 14 października 1953 roku. Chociaż silnik ten był ekonomiczniejszy od Avona, miał szereg wad; zbudowano w związku z tym tylko 45 maszyn wersji F.2.
Huntery obu wersji F.1 i F.2 zostały wdrożone do produkcji w ramach priorytetowego programu, który zakładał szybkie wprowadzenie ich do służby. Wskutek pośpiechu konstrukcja była w znacznym stopniu niedopracowana; w zamierzeniu braki miały być usuwane już w fazie produkcji. Największą z wad obu maszyn był bardzo mały zapas paliwa; pozwalał on na lot nie dłuższy niż godzinny. Wśród 37 samolotów wersji F.1 i 5 wersji F.2, które uległy wypadkom, właśnie brak paliwa był przyczyną największej liczby tego rodzaju zdarzeń. Jednego tylko dnia 8 lutego 1956 roku rozbiło się sześć z ośmiu samolotów Hunter F.1 odbywających loty – ze względu na złą pogodę samoloty zostały skierowane na inne lotnisko, ale z powodu braku paliwa sześć z nich nie było w stanie dolecieć do celu. Piloci czterech maszyn katapultowali się, a jeden wylądował z niepracującym silnikiem. Szósty pilot również próbował lądować z wyłączonym silnikiem, jednak maszyna uległa rozbiciu. Dwa pozostałe Huntery wylądowały szczęśliwie – podczas kołowania jednemu z nich zabrakło paliwa.
Kolejna maszyna Hunter F.3 została zbudowana tylko w jednym egzemplarzu i posłużyła do pobicia rekordu prędkości: osiągnęła 1171 km/h. Hunter F.3 w odróżnieniu od wcześniejszych maszyn miał ostro zakończony dziób i został pomalowany na czerwono. Za sterami maszyny podczas bicia rekordu siedział Neville Duke.
W celu zwiększenia zapasu paliwa zaprojektowano nowe skrzydło mieszczące w krawędzi natarcia większe zbiorniki paliwa o pojemności 1883 litrów – o 350 więcej niż w poprzednich modelach, oraz dwa umocowane na stałe do płatów dodatkowe zbiorniki o pojemności 454 litrów. Pierwszą maszyną wyposażoną w ten typ skrzydła był 114. seryjny F.1 zbudowany w fabryce w Kingston. Samolot został oblatany 20 października 1954 roku jako nowa wersja – Hunter F.4. Pierwsze dostawy maszyn rozpoczęto w marcu 1955; trafiły one w liczbie 249 egzemplarzy do 20 dywizjonów RAF-u. Pierwsze 157 maszyn tej serii wyposażono w taki sam silnik Avon 113, jak w samolotach Hunter F.1; później, podobnie jak w pozostałych maszynach F.4, wymieniono je na nowocześniejszy RA.15 Avon 115. Ostatnie maszyny z tej serii wyposażono w najnowsze ówcześnie silniki RA.21 Avon Mk.21. Kadłub maszyny został wzmocniony w celu przeciwdziałania naprężeniom i pęknięciom spowodowanym odrzutem działek. Pod dziobową częścią kadłuba montowano dwie małe gondole przeznaczone dla ogniw z wystrzelonych taśm amunicyjnych. Tak małe elementy, w przeciwieństwie do dużo cięższych łusek, dość często uszkadzały usterzenie ogonowe samolotu.
Kolejną wersją Huntera był Hunter F.5 napędzany silnikiem Sapphire 101. Łącznie zbudowano 105 maszyn tego typu dla RAF-u i chociaż charakteryzowały się one lepszymi osiągami, niż poprzednia wersja – F.4, to zrezygnowano ze stosowania tej jednostki napędowej. Prawdopodobnym powodem takiej decyzji było zastosowanie silników Avon w bombowcu Canberra i chęć ujednolicenia używanych w samolotach RAF-u silników, co pozwoliłoby na redukcję kosztów ich utrzymania.
Mimo znacznie lepszych parametrów maszyn w wersjach F.4 i F.5, nadal nie były one wolne od pewnych niedostatków konstrukcji; najsłabszą ich stroną był silnik Rolls-Royce’a. W celu usunięcia wad jednostki napędowej opracowano nową serię silników Avon 200 wyposażonych w 15-stopniową sprężarkę. Avon 200 zapewniał o 30% większy ciąg niż poprzedni silnik, ale był tak samo jak on bardzo wrażliwy na uszkodzenia. Dalsze prace nad ulepszeniem silnika doprowadziły do powstania jednostki napędowej RA.28 Avon 203 wyposażonej w nowe systemy paliwowy i sterowania i dającej ciąg 44,5 kN. Samolot wyposażony w nowy silnik został oblatany 22 stycznia 1954 roku i oznaczony jako Hunter F.6. Znaczne zwiększenie mocy silnika spowodowało powstanie problemów ze stabilnością maszyny, co z kolei pociągnęło za sobą konieczność zastosowania nowego rodzaju skrzydeł. Nowe płaty miały szerszą zewnętrzną część i charakterystyczny psi ząb. Hunter F.6 został wyposażony także w nowe płytowe usterzenie ogonowe. Wraz ze zmianą skrzydła zmniejszyła się do 1770 litrów pojemność zbiorników paliwa, ale dodanie możliwości przenoszenia czterech zbiorników zewnętrznych spowodowało znaczny wzrost zasięgu maszyny. W 1958 roku jedna z maszyn wersji F.6 przeleciała bez międzylądowania 2556 km z Wielkiej Brytanii do Libii.
Łącznie z siedmioma maszynami prototypowymi zbudowano 384 egzemplarze samolotów Hunter F.6. Pierwsza z maszyn została wprowadzona do służby w RAF-ie w październiku 1956, ostatnia – 9 lipca 1957. Hunter F.6 był wykorzystywany jako myśliwiec przechwytujący bardzo krótko i wkrótce, bo już w 1961, został zastąpiony przez samoloty English Electric Lightning.

### Wersje szkolno-treningowe

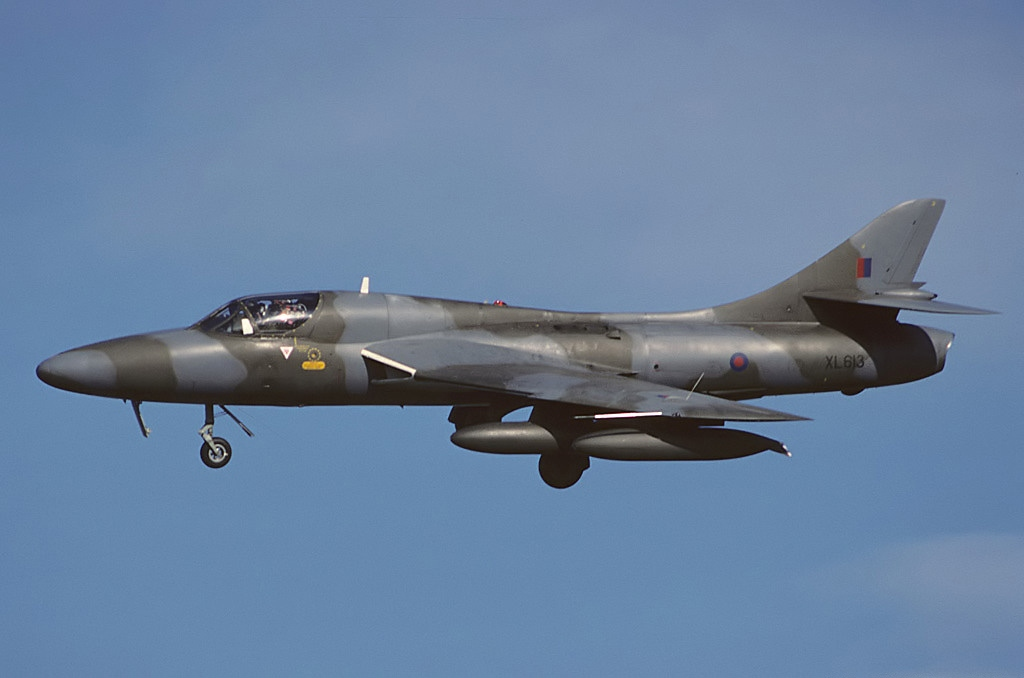
Hunter T.7

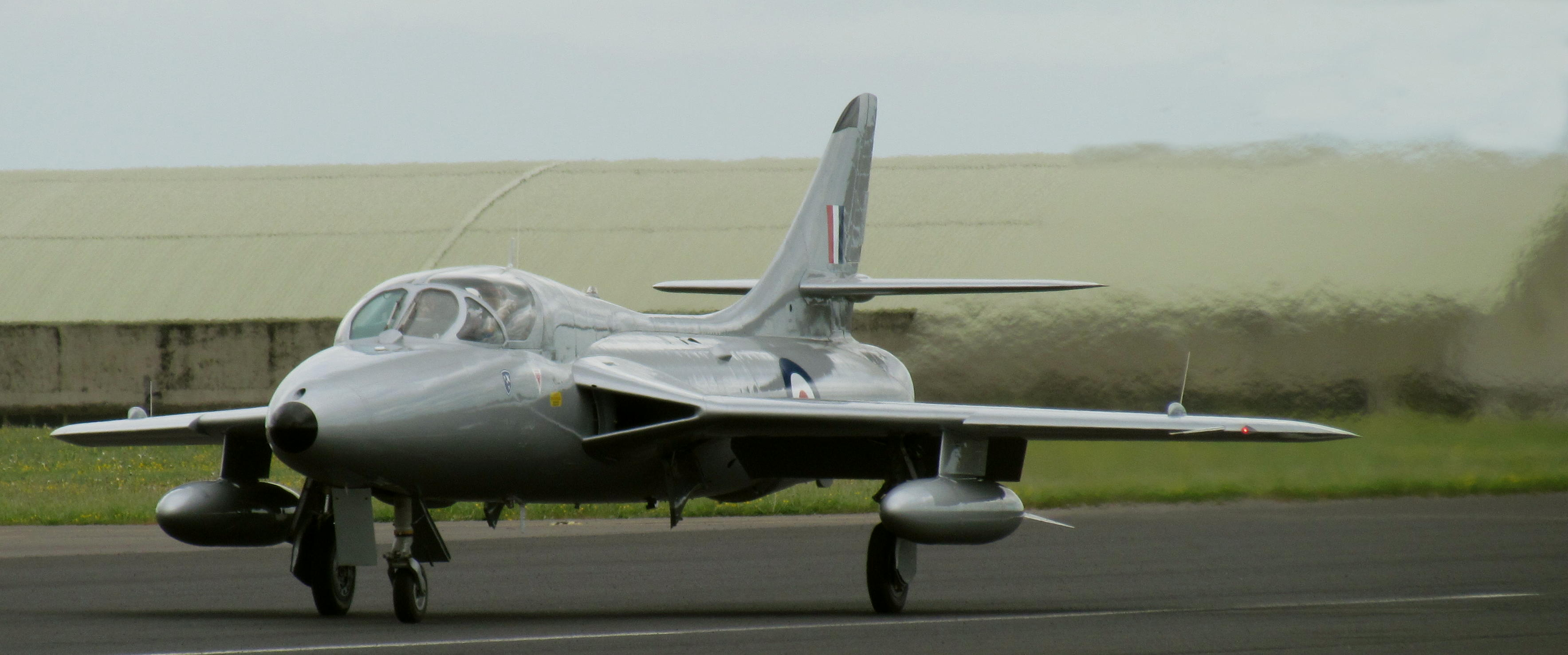
Hunter T.7

Po wprowadzeniu do uzbrojenia pierwszych myśliwców Hunter F.1 wytwórnia Hawker postanowiła zbudować dwumiejscową wersję samolotu przeznaczoną do szkolenia załóg samolotów myśliwskich, które mogłyby zastąpić wysłużone Gloster Meteor i de Havilland Vampire. Opracowano dwie koncepcje maszyny z miejscami obok siebie i w układzie tandem. W 1954 RAF zdecydował się na samolot z miejscami obok siebie i pod taką wersję przygotowano specyfikację T.157D.
Ustawienie miejsc obok siebie posiadało pewne zalety, takie jak porównywalna widoczność z kabiny zarówno dla obu członków załogi oraz większe możliwości nadzoru ucznia przez instruktora. Znaczącą wadą był inny niż w wersji myśliwskiej kokpit maszyny.
Hunter T.7 (T – trainer – szkolny) został oblatany 8 lipca 1955 roku. W porównaniu do wersji myśliwskiej samolot w wersji T.7 posiadał spadochron hamujący w specjalnym pojemniku nad wylotem silnika. Początkowo uzbrojenie miały stanowić dwa działka ADEN, ale ostatecznie zrezygnowano z jednego z nich, pozostawiając tylko to po prawej stronie kadłuba. Napęd samolotu stanowił silnik RA.21 Avon 121 lub późniejszy nieznacznie unowocześniony Avon 122. Skrzydła maszyny były identyczne, jak w wersji myśliwskiej Hunter F.6.
Z 55 zamówionych Hunterów T.7 45 trafiło do RAF-u, a pozostałych 10 do Royal Navy. Ponadto RAF dostał sześć maszyn przebudowanych z myśliwskich Hunterów F.4. Pięć maszyn zmodyfikowano przez dodanie systemu IFIS (OR946 Integrated Flight Instrumentation System) stosowanego na pokładach samolotów English Electric Lightning i Blackburn Buccaneer. Samoloty te zyskały nowe oznaczenie Hunter T.7A i były wykorzystywane do szkolenia załóg samolotów. Kolejna wersja Huntera oznaczona jako Hunter T.8 została pozbawiona części awioniki, ale wyposażona w hak do lądowania na lotniskowcach. Maszyny te nie były używane na morzu, a jedynie do ćwiczeń lądowania na lądzie. W 1957 opracowano kolejną wersję samolotu napędzaną nowszym i mocniejszym silnikiem Avon serii 200. Większa moc jednostki napędowej pozwoliła na zainstalowanie dwóch działek ADEN, ale tak wyposażona maszyna oznaczona jako Hunter T.66 nigdy nie weszła do służby w brytyjskich siłach zbrojnych. Jedna z maszyn tego typu oznaczona jako Hunter T.12 była testowana z awioniką ówcześnie projektowanego samolotu BAC TSR.2. Po zamknięciu projektu TSR.2 służyła ona w Royal Aircraft Establishment w Farnborough jako samolot testowy, między innymi do prób systemu fly by wire.

### Wersje bombowo-szturmowe
Po wprowadzeniu do służby samolotów Lightning, które zastąpiły Huntery F.6 w roli myśliwców przechwytujących, postanowiono przystosować je do roli samolotów bliskiego wsparcia, zamiast jeszcze starszych maszyn de Havilland Venom. Pierwsza maszyna zbudowana na bazie F.6 ze wzmocnioną konstrukcją skrzydeł i uchwytami do podwieszenia uzbrojenia o większej nośności została oblatana 3 lipca 1959 roku. Oznaczono ją symbolem FGA.9 (Fighter Ground Attack Mark 9 – myśliwsko-szturmowy model 9). Łącznie przebudowano do standardu FGA.9 128 maszyn Hunter F.6.
Podstawową jednostką napędową maszyny był silnik Avon 207 o ciągu 44,7 kN. Pod skrzydłami na wewnętrznych (bliższych kadłuba) zamkach można było podwiesić dwa zbiorniki o pojemności 1044 litrów. Na zewnętrznych punktach można było zainstalować cztery prowadnice na potrójne wyrzutnie niekierowanych pocisków rakietowych kalibru 76,2 mm (łącznie 24 pociski). Jeśli pociski były wyposażone w duże 60-funtowe głowice, to możliwe było przeniesienie po jednej sztuce na każdej prowadnicy (łącznie 8 sztuk). Zamiast zbiorników paliwa można było podwiesić dwie 450-kilogramowe bomby lub zasobniki z napalmem. W latach 60. zaczęto instalować nowe francuskie zasobniki SNEB z pociskami rakietowymi kalibru 68 mm, po 18 sztuk w zasobniku (łącznie 36 sztuk).
W 1962 na wyposażenie Royal Navy trafiło 40 przebudowanych z Hunterów F.4 maszyn szturmowych oznaczonych jako Hunter GA.11 (od Ground Attack Mark 11 – szturmowy typ 11). Maszyny tego typu zostały wyposażone w hak systemu lądowania oraz system TACAN i służyły do treningów z uzbrojeniem. Działka ADEN zostały zlikwidowane, tak jak i celownik radarowy.
Większość maszyn wyposażono w światło dziobowe, a niektóre w umieszczoną w tym samym miejscu kamerę. Samoloty z kamerą oznaczono nieformalnie jako Hunter PR.11 (od Photo Reconnaissance Mark 11 – samolot rozpoznania fotograficznego typ 11).

## Opis konstrukcji

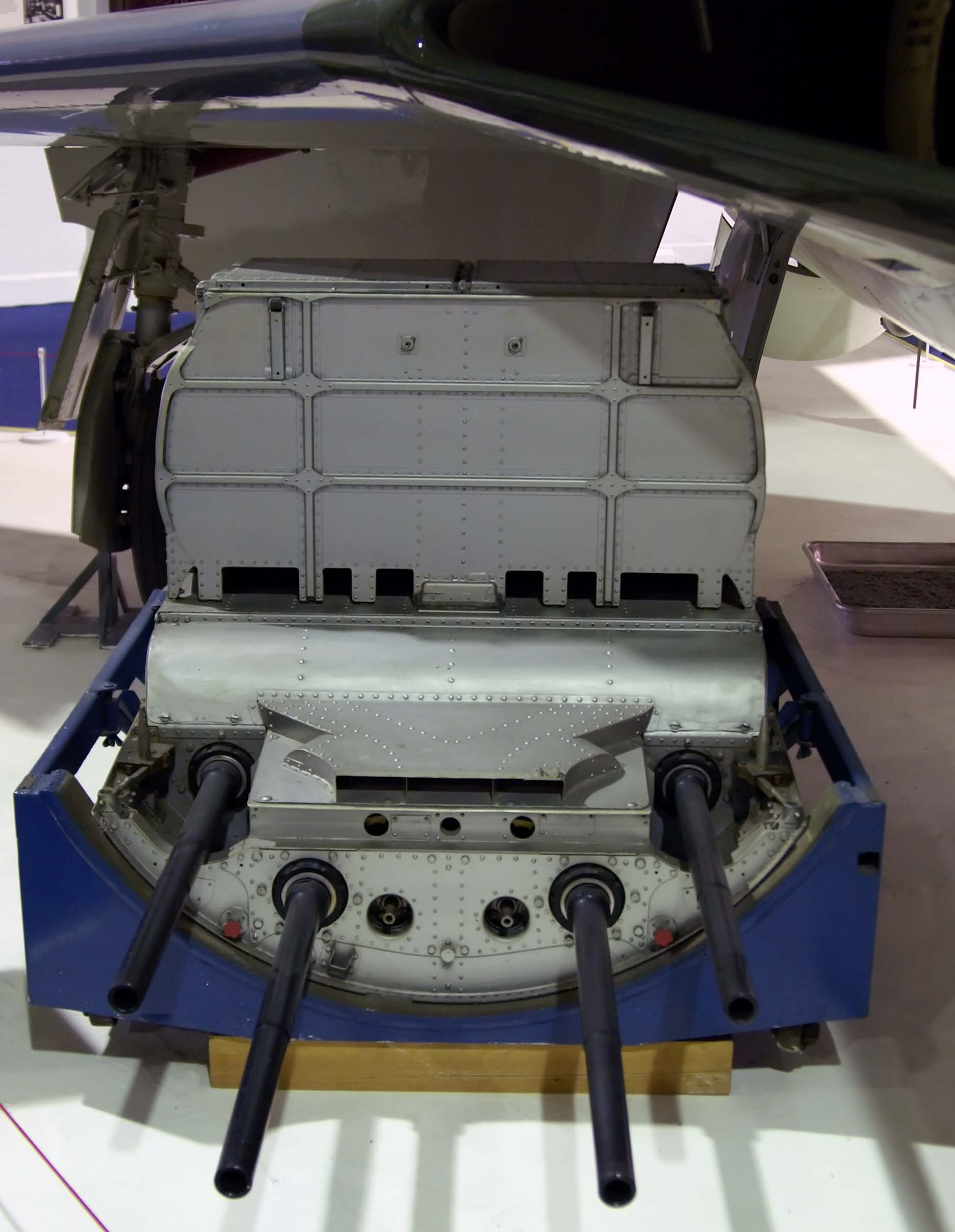
Poczwórne działka ADEN instalowane w nosie Huntera

Hawker Hunter był całkowicie metalowym samolotem o półskorupowej konstrukcji i klasycznym układzie średniopłata. Wyposażenie kabiny stanowił fotel wyrzucany Martin-Baker Mk.2H lub Mk.3H, a w dwumiejscowych wersjach szkolno-treningowych fotele Mk.4H. Tylna część kadłuba mogła być demontowana dla celów obsługi i utrzymania jednostki napędowej. U nasady skrzydeł znajdowały się dwa trójkątne wloty powietrza do silnika, a jedna dysza wylotowa gazów była na końcu części ogonowej kadłuba. Płaty posiadały skos 35 stopni i ujemny wznios. Powierzchnie klasycznego usterzenia ogonowego również były skośne. Centralnie pod kadłubem zainstalowano hamulec aerodynamiczny. Maszyna posiadała trzypunktowe wciągane w locie podwozie z kołem dziobowym.
Uzbrojenie strzeleckie Huntera stanowiły cztery działka rewolwerowe ADEN kalibru 30 mm zainstalowane w kadłubie. Całe działka można było demontować wraz z całą kasetą w celu szybkiego załadowania amunicji lub do obsługi naziemnej. Po wyjęciu kasety w kadłubie zostawały tylko lufy działek. W dwumiejscowych Hunterach uzbrojenie stanowiło tylko jedno działko ADEN, a w niektórych wersjach eksportowych dwa takie działka. Poza uzbrojeniem w części dziobowej zmieszczono mały i prosty radar Ekco.

## Wersje samolotu Hawker Hunter
- P.1067 – maszyna prototypowa.
- P.1101 – prototypowy dwumiejscowy samolot szkolno-treningowy.
- Hunter F.1 – pierwsza wersja produkcyjna napędzana silnikiem Avon 113 engine. Zbudowano 139 egzemplarzy.
- Hunter F.2 – wersja produkcyjna napędzana silnikiem Sapphire 101. Zbudowano 45 egzemplarzy.
- Hunter F.3 – maszyna napędzana silnikiem Avon RA.7R o ciągu 42,70 kN z dopalaczem, engine, ostro zakończonym dziobem, hamulcami aerodynamicznymi po bokach kadłuba i zmienioną owiewką kabiny. Wykorzystana do pobicia rekordu prędkości, a następnie służyła jako naziemna platforma instruktażowa.
- Hunter F.4 – wersja z powiększonymi do 1883 litrów zbiornikami w krawędzi natarcia skrzydeł oraz dodatkowymi zainstalowanymi na stałe zbiornikami podskrzydłowymi o pojemności 454 litrów. Napęd maszyny stanowił silnik Avon 115 (później Avon 21). Niektóre z maszyn wyposażono w wypukłe gondole pod dziobem na ogniwa wystrzelonych taśm amunicyjnych. Hunter F.5 został oblatany 20 października 1954 roku. Zbudowano 349 maszyn tego typu
- Hunter F.5 – wersja F.4 napędzana silnikiem Sapphire 101. Zbudowano 105 egzemplarzy.
- Hunter F.6 – jednomiejscowy myśliwiec przechwytujący zdolny do lotów tylko w dzień i podczas dobrej pogody. Napędzany silnikiem turboodrzutowym Rolls-Royce Avon 203 o ciągu 44,5 kN, zmienionym skrzydłem i czterema podskrzydłowymi uchwytami dla uzbrojenia podwieszanego. Późniejsze egzemplarze maszyn tego typu posiadały również usterzenie płytowe na ogonie. F.6 został oblatany 22 stycznia 1954 roku. Zbudowano 384 egzemplarzy.
- Hunter F.6A – wersja maszyny wyposażona we wzmocnione skrzydła ze szturmowej wersji Hunter FGA.9.

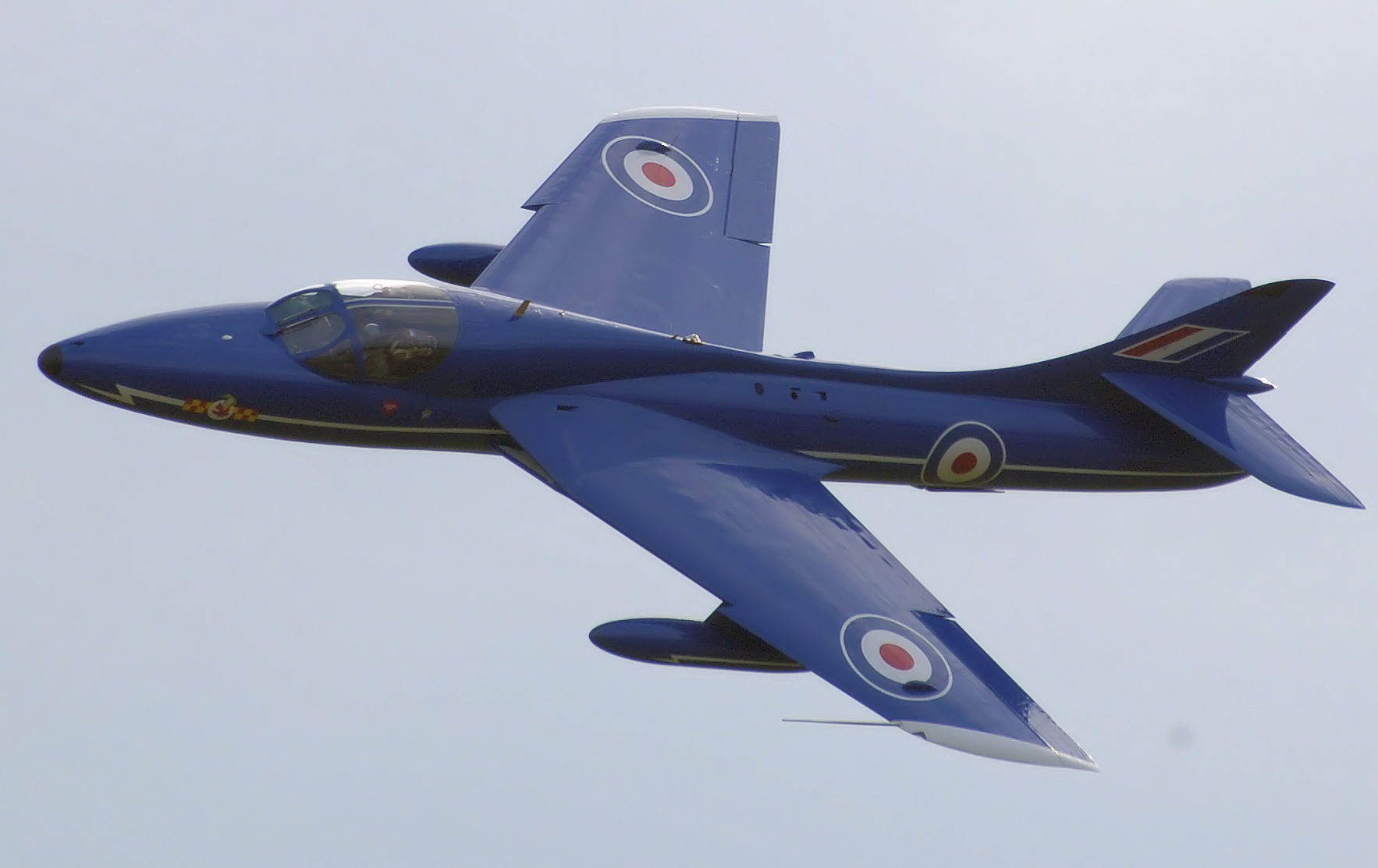
Hawker Hunter T.7 zespołu akrobacyjnego Blue Diamond

- Hunter T.7 – dwumiejscowa wersja szkolno-treningowa przeznaczona dla RAF-u.
- Hunter T.7A – specjalna dwumiejscowa wersja szkolno-treningowa RAF-u, przeznaczona do szkolenia załóg samolotów szturmowych Blackburn Buccaneer.
- Hunter T.8 – dwumiejscowa maszyna szkolno-treningowa dla Royal Navy.
- Hunter T.8B – specjalna dwumiejscowa wersja szkolno-treningowa Royal Navy, przeznaczona do szkolenia załóg samolotów szturmowych Blackburn Buccaneer.
- Hunter T.8C – specjalna dwumiejscowa wersja szkolno-treningowa Royal Navy, przeznaczona do szkolenia załóg samolotów szturmowych Blackburn Buccaneer.
- Hunter T.8M – specjalna dwumiejscowa wersja szkolno-treningowa Royal Navy, przeznaczona do szkolenia załóg samolotów Sea Harrier. Hunter T.8M posiadał taki sam radar Blue Fox jak Sea Harrier.
- Hunter FGA.9 – jednomiejscowa wersja szturmowa przeznaczona dla RAF-u.
- Hunter FR.10 – jednomiejscowa odmiana rozpoznawcza Huntera FGA.9przeznaczona dla RAF-u.
- Hunter GR.11 – jednomiejscowa wersja szkoleniowa dla Royal Navy przeznaczona do treningu z uzbrojeniem. Czterdzieści należących wcześniej do RAF-u samolotów Hunter F.4 zostało przebudowanych do wersji Hunter GR.11 i wyposażona w hak do lądowania na lotniskowcach i reflektor na dziobie.
- Hunter PR.11 – jednomiejscowa wersja rozpoznawcza Royal Navy. Reflektor dziobowy zastąpiono przez kamerę.
- Hunter Mk.12 – dwumiejscowa wersja testowa zbudowana dla Royal Aircraft Establishment. Powstał tylko jeden egzemplarz.
- Hunter Mk.50 – wersja eksportowa myśliwskiego Huntera F.4 dla Szwecji. Oznaczenie szwedzkie to J34. Zbudowano 120 maszyn tego typu.
- Hunter Mk.51 – wersja eksportowa myśliwskiego Huntera F.4 dla Danii. Zbudowano 30 maszyn tego typu.
- Hunter Mk.52 – wersja eksportowa myśliwskiego Huntera F.4 dla Peru. Powstało 16 maszyn.
- Huter T.53 – wersja eksportowa szkolno-treningowego samolotu Hunter T.7 dla Danii. Zbudowano tylko dwa egzemplarze.
- Hunter Mk.56 – wersja eksportowa myśliwskiego Huntera F.6 dla Indii. Zbudowano 160 egzemplarzy.
- Hunter FGA.56A – wersja eksportowa samolotu szturmowego Hunter FGA.9 przeznaczona dla Indii.
- Hunter FGA.57 – wersja eksportowa samolotu szturmowego Hunter FGA.9 przeznaczona dla Kuwejtu.

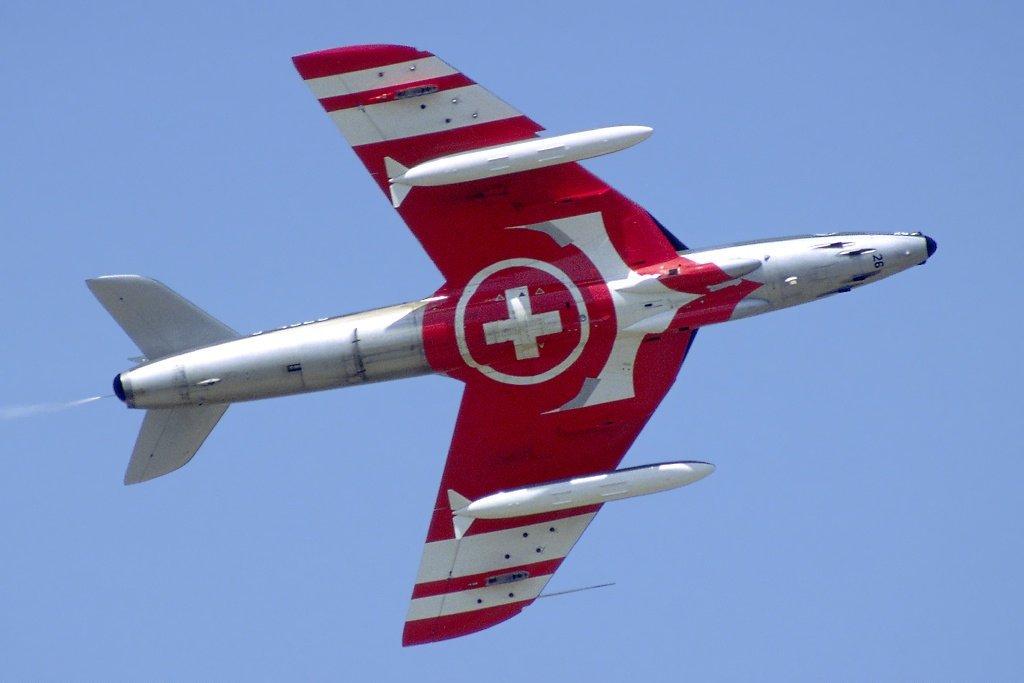
Szwajcarski Hunter Mk 58 w okolicznościowym malowaniu

- Hunter Mk.58 – wersja eksportowa samolotu myśliwskiego Hunter F.6 dla Szwajcarii.
- Hunter Mk.58A – wersja eksportowa samolotu szturmowego Hunter FGA.9 dla Szwajcarii.
- Hunter FGA.59 – wersja eksportowa samolotu szturmowego Hunter FGA.9 dla Iraku.
- Hunter FGA.59A – 18 maszyn sprzedanych do Iraku w ramach aktualnego zamówienia.
- Hunter FGA.59B – 4 maszyny sprzedane do Iraku w ramach aktualnego zamówienia.
- Hunter Mk.60 – wersja eksportowa samolotu myśliwskiego Hunter F.6 dla Arabii Saudyjskiej.
- Hunter T.62 – wersja eksportowa szkolno-treningowego samolotu Hunter T.7 dla Peru.
- Hunter T.66 – dwumiejscowa wersja szkolno-treningowa dla Sił Powietrznych Indii napędzana silnikiem Rolls-Royce Avon serii 200.
- Hunter T.66A – jedyny egzemplarz demonstracyjny wytwórni Hawker.
- Hunter T.66B – wersja eksportowa szkolno-treningowego samolotu Hunter T.66 dla Jordanii.
- Hunter T.66C – wersja eksportowa szkolno-treningowego samolotu Hunter T.66 dla Libanu.
- Hunter T.66D – 12 maszyn sprzedanych do Indii w ramach aktualnego zamówienia.
- Hunter T.66E – 5 maszyn sprzedanych do Indii w ramach aktualnego zamówienia.
- Hunter T.67 – wersja eksportowa szkolno-treningowego samolotu Hunter T.66 dla Kuwejtu.
- Hunter T.68 – wersja eksportowa szkolno-treningowego samolotu Hunter T.66 dla Szwajcarii.
- Hunter T.69 – wersja eksportowa szkolno-treningowego samolotu Hunter T.66 dla Iraku.
- Hunter FGA.70 – wersja eksportowa samolotu szturmowego Hunter FGA.9 dla Libanu.
- Hunter FGA.70A – wersja eksportowa samolotu szturmowego Hunter FGA.9 dla Libanu.
- Hunter T.70 – nieoficjalne oznaczenie samolotów Hunter T.7 wycofanych z RAF-u i sprzedanych do Arabii Saudyjskiej.

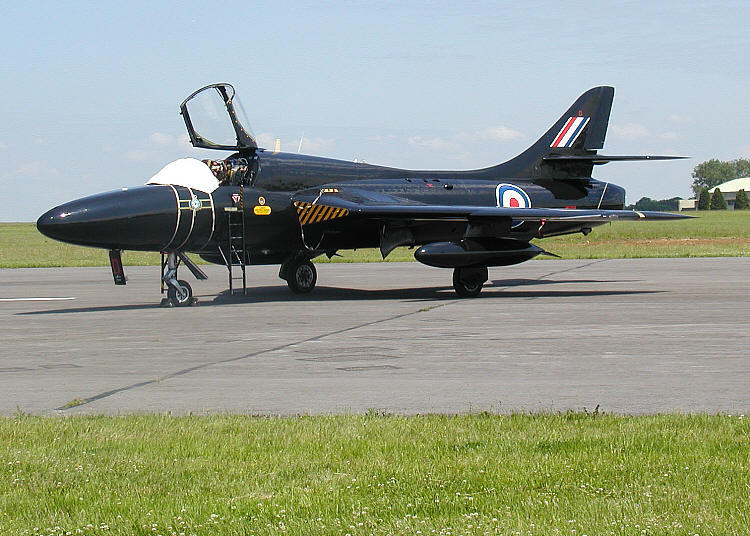
Dwuosobowa wersja Huntera na lotnisku w Kemble w czerwcu 2003

- Hunter FGA.71 – wersja eksportowa samolotu szturmowego Hunter FGA.9 dla Chile.
- Hunter FR.71A – wersja eksportowa samolotu rozpoznawczego Hunter FR.10 dla Chile.
- Hunter T.72 – wersja eksportowa szkolno-treningowego samolotu Hunter T.66 dla Chile.
- Hunter FGA.73 – wersja eksportowa samolotu szturmowego Hunter FGA.9 dla Jordanii.
- Hunter FGA.73A – 4 samoloty sprzedane do Jordanii w ramach aktualnego zamówienia.
- Hunter FGA.73B – 3 samoloty sprzedane do Jordanii w ramach aktualnego zamówienia
- Hunter FGA.74 – wersja eksportowa samolotu szturmowego Hunter FGA.9 dla Singapuru.
- Hunter FR.74A – wersja eksportowa samolotu rozpoznawczego Hunter FR.10 dla Singapuru.
- Hunter FR.74B – 8 maszyn sprzedanych do Singapuru w ramach aktualnego zamówienia.
- Hunter T.75 – wersja eksportowa szkolno-treningowego samolotu Hunter T.66 dla Singapuru.
- Hunter T.75A – 5 maszyn sprzedanych do Singapuru w ramach aktualnego zamówienia..
- Hunter FGA.76 – wersja eksportowa samolotu szturmowego Hunter FGA.9 dla Abu Zabi.
- Hunter FR.76A – wersja eksportowa samolotu rozpoznawczego Hunter FR.10 dla Abu Zabi.
- Hunter T.77 – wersja eksportowa szkolno-treningowego samolotu Hunter T.7 dla Abu Zabi.
- Hunter FGA.78 – wersja eksportowa samolotu szturmowego Hunter FGA.9 dla Kataru.
- Hunter T.79 – wersja eksportowa szkolno-treningowego samolotu Hunter T.7 dla Kataru.
- Hunter FGA.80 – wersja eksportowa samolotu szturmowego Hunter FGA.9 dla Kenii.
- Hunter T.81 – wersja eksportowa szkolno-treningowego samolotu Hunter T.66 dla Kenii.

## Użytkownicy Hunterów

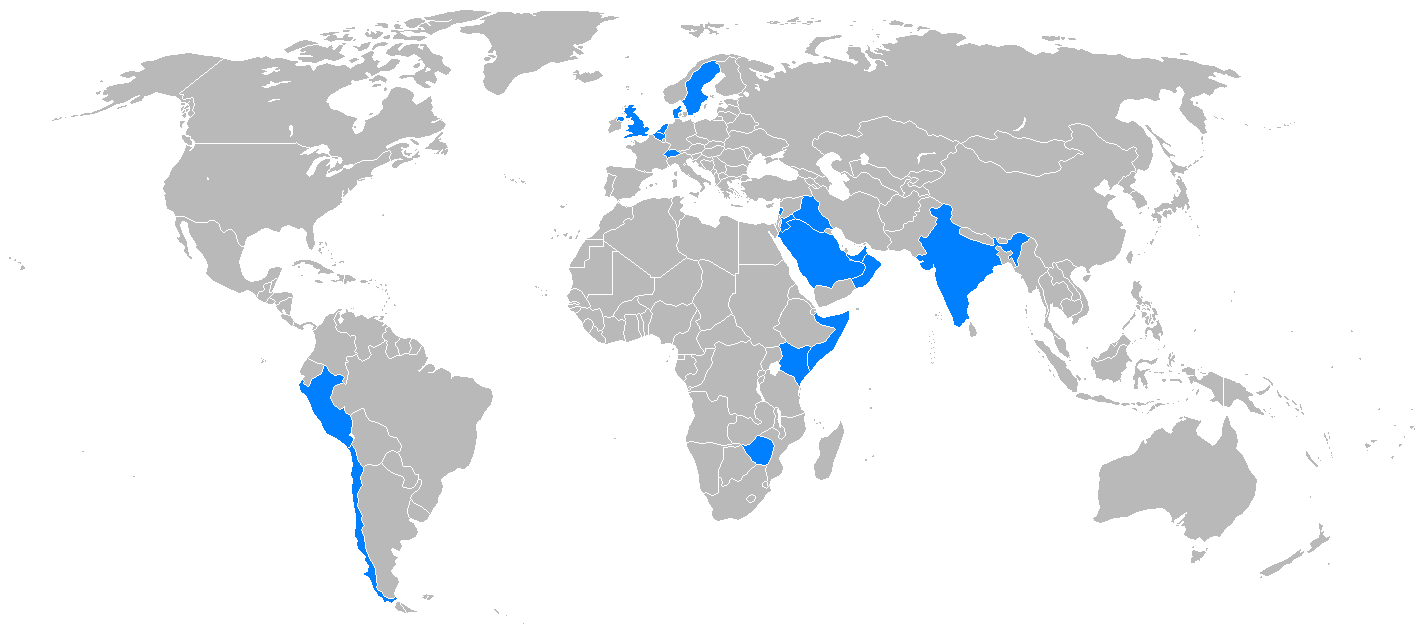
Mapa użytkowników Hunterów na świecie

Samoloty Hawker Hunter różnych wersji były wykorzystywane przez siły zbrojne następujących krajów:
Abu Zabi, Arabia Saudyjska, Belgia, Chile, Dania, Holandia, Irak, Indie (8 eskadr), Jordania, Katar, Kenia, Kuwejt, Liban, Oman, Peru, Rodezja/Zimbabwe (1 eskadra), Singapur, Somalia, Szwajcaria, Szwecja (4 skrzydła i zespół akrobacyjny Acro Hunters) i Wielka Brytania (40 eskadr RAF-u i 3 eskadry Royal Navy). Ponadto w Belgii i Holandii produkowano Huntery na licencji w wytwórniach Avions Fairey i Fokker.

### Wykorzystanie Hunterów w Wielkiej Brytanii

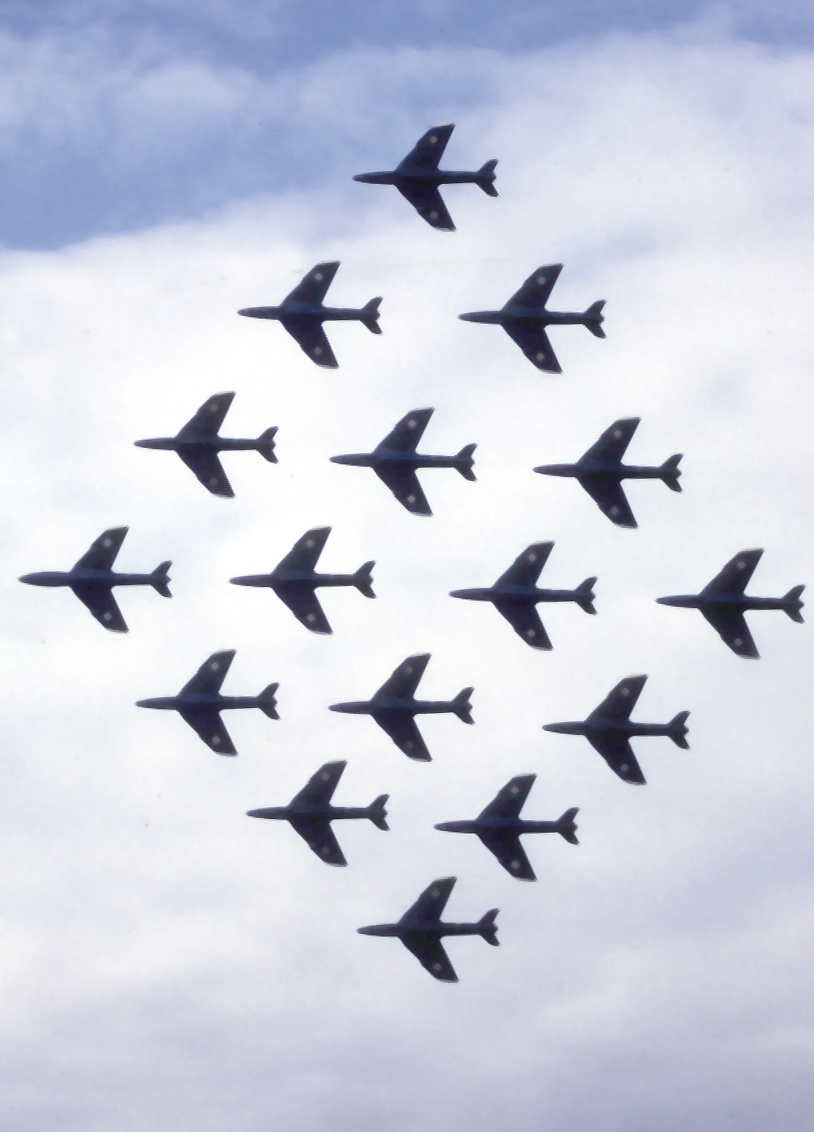
Black Arrows w składzie 16 Hunterów

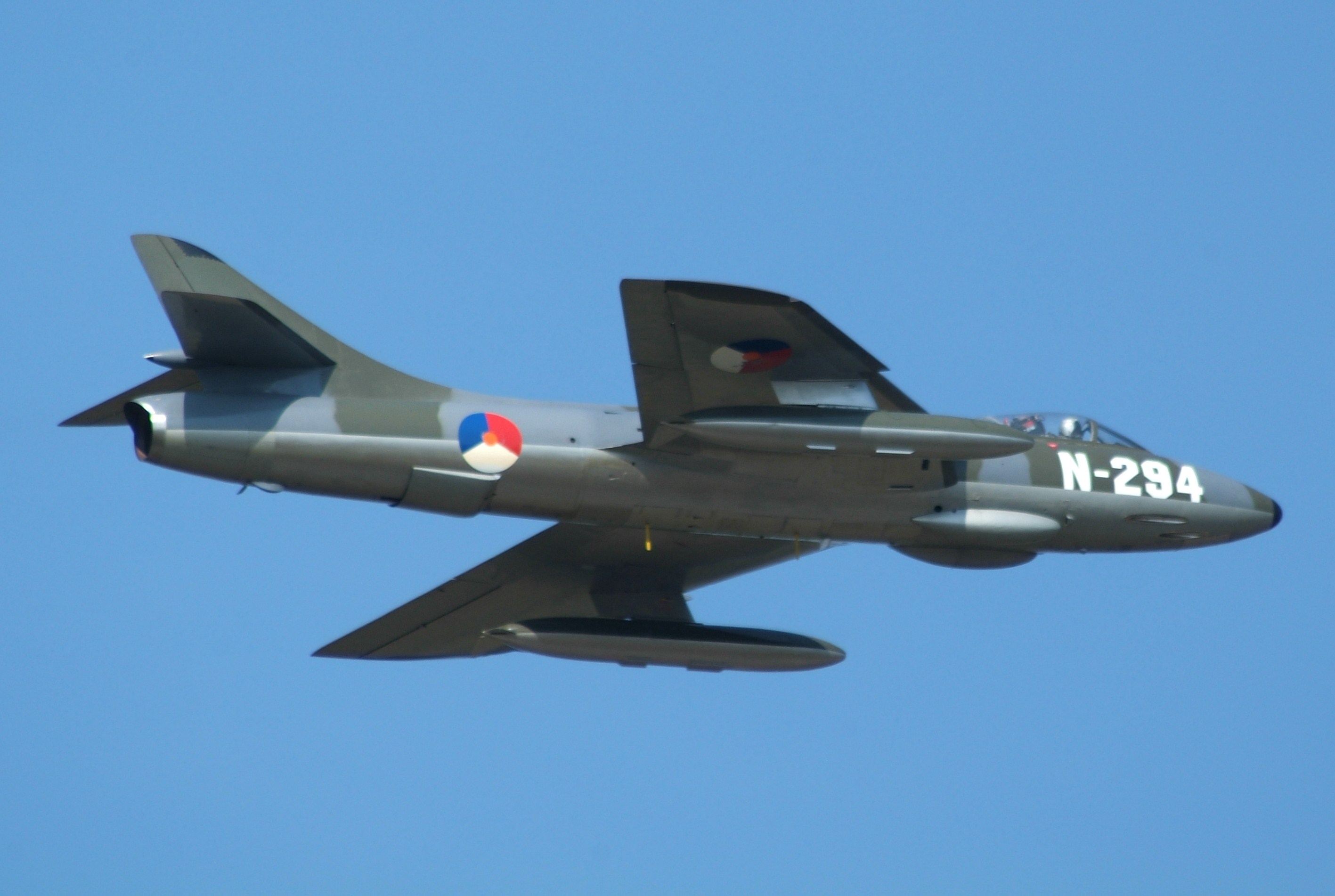
Hunter F.6A w barwach holenderskich

Poza wykorzystaniem maszyn Hawker Hunter do zadań bojowych i szkoleniowych, na bazie tej maszyny sformowano następujące zespoły akrobacyjne.
Pierwszy sformowany w 1955 roku z pilotów 54 eskadry zespół akrobacyjny składał się z czterech maszyn Hunter. Wszystkie pomalowano na kolor czarny, a grupa przyjęła nazwę Black Knights (pol. Czarni Rycerze). W 1956 skład zespołu rozszerzono do pięciu maszyn Hunter F.6 i zmieniono nazwę na Black Arrows (pol. Czarne Strzały). W rok później na pokazach lotniczych w Farnborough grupa zaprezentowała się w składzie zwiększonym o kolejne cztery maszyny. Ówcześnie zespół prezentował niewidziane od okresu międzywojennego, figury akrobacyjne wykonywane całą grupą takie jak pętle i beczki. Wkrótce zwiększono skład Black Arrows do 16 maszyn, które dzieliły się podczas pokazów na dwie grupy, jedna z 7 druga z 9 maszynami, które wykonywały program na zmianę maksymalnie wypełniając akrobacjami czas pokazu.
W 1958 również na pokazach lotniczych w Farnborough zespół w poszerzonym do 22 maszyn składzie, ustanowił do dziś (2007) niepobity rekord, wykonując pętlę i beczkę całą formacją. W 1961 zespół Black Arrows został rozwiązany.
Również w 1961 na bazie pilotów z 92. Eskadry RAF-u powstała kolejna formacja akrobacyjna, Blue Diamonds (pol.  Niebieskie Diamenty) w składzie 16 Hunterów F.6 i jednego Huntera T.7, które pomalowano na kolor ciemnoniebieski z białymi pasami wzdłuż kadłuba.
Ostatnim zespołem latającym na Hunterach był Blue Herons (pol. Niebieskie Czaple) wyposażony w samoloty Hunter GA.11 pomalowane w kolorach niebieskim (wierzch) i białym (spód). Zespół został rozwiązany w 1980 roku.

### Służba w Szwajcarii i Singapurze
Najdłużej wykorzystującymi Huntery siłami zbrojnymi były lotnictwa Szwajcarii i Singapuru, które posiadały na uzbrojeniu samoloty tego typu nieprzerwanie od 1958 do 1994 wielokrotnie rezygnując z wymiany ich na nowsze typy maszyn.
Zespół akrobacyjny Sił Powietrznych Szwajcarii Patrouille Suisse wykorzystywał samoloty Hawker Hunter Mk.58 jako pokazowe, zastępując je później maszynami F-5E Tiger II. Po zakończeniu używania maszyn przez wojsko większość z nich trafiła w ręce prywatne.

### Szwedzkie Siły Powietrzne
Na początku lat 50. Szwedzkie Siły Powietrzne zgłosiły zapotrzebowanie na myśliwiec zdolny przechwycić bombowce przeciwnika na większych pułapach, niż zdolny był osiągnąć Saab J29 Tunnan. Kontrakt na 120 maszyn podpisano w 1954, a dostawy rozpoczęto już rok później. Maszyny noszące szwedzkie oznaczenie J 34 były uzbrojone w cztery działka kalibru 30 mm i pociski rakietowe AIM-9 Sidewinder. Pod koniec lat 50. pięć Hunterów było wykorzystywane przez zespół akrobacyjny Acro Hunters. Stopniowo wycofywane, zostały zastąpione przez ponaddźwiękowe Saab J35 Draken. Ostatnia maszyna została wycofana ze służby w 1969.

### Użytkownicy cywilni
Szereg zdemobilizowanych samolotów zostało sprzedanych kolekcjonerom na świecie. W 2004 roku partię Hunterów Mk 58 odkupiła od Szwajcarii amerykańska firma Airborne Tactical Advantage Company (ATAC), która świadczy usługi dla amerykańskich sił zbrojnych w zakresie szkolenia, w tym odgrywania roli agresorów i nauki naprowadzania lotnictwa. Trzy samoloty należące do ATAC zostały do 2020 roku utracone przy wykonywaniu kontraktów na rzecz US Navy.

## Wykorzystanie bojowe samolotów Hunter

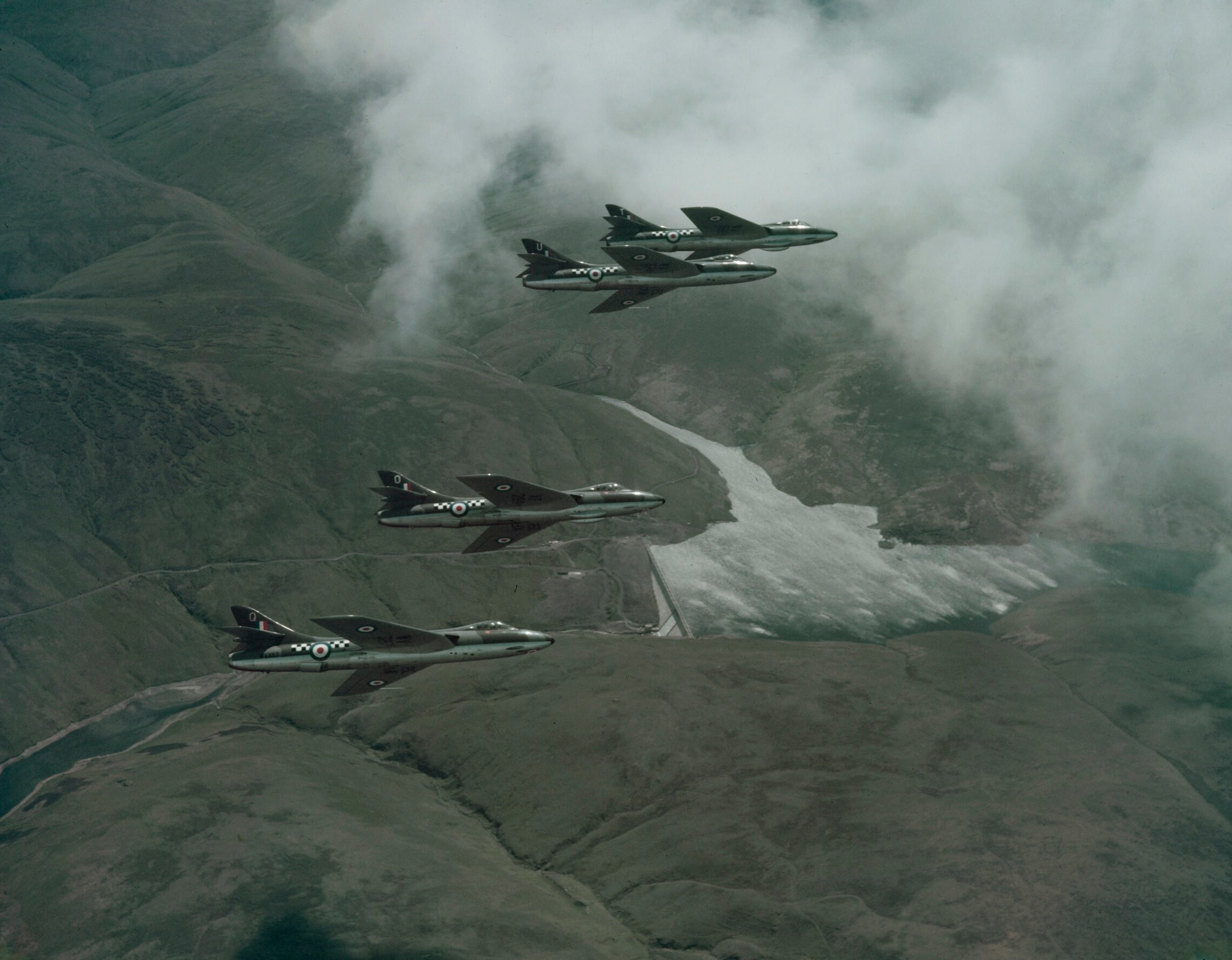
Cztery Hawkery Huntery należące do 43 Dywizjonu RAF-u stacjonujące w bazie w Leuchars w Szkocji w locie w 1956

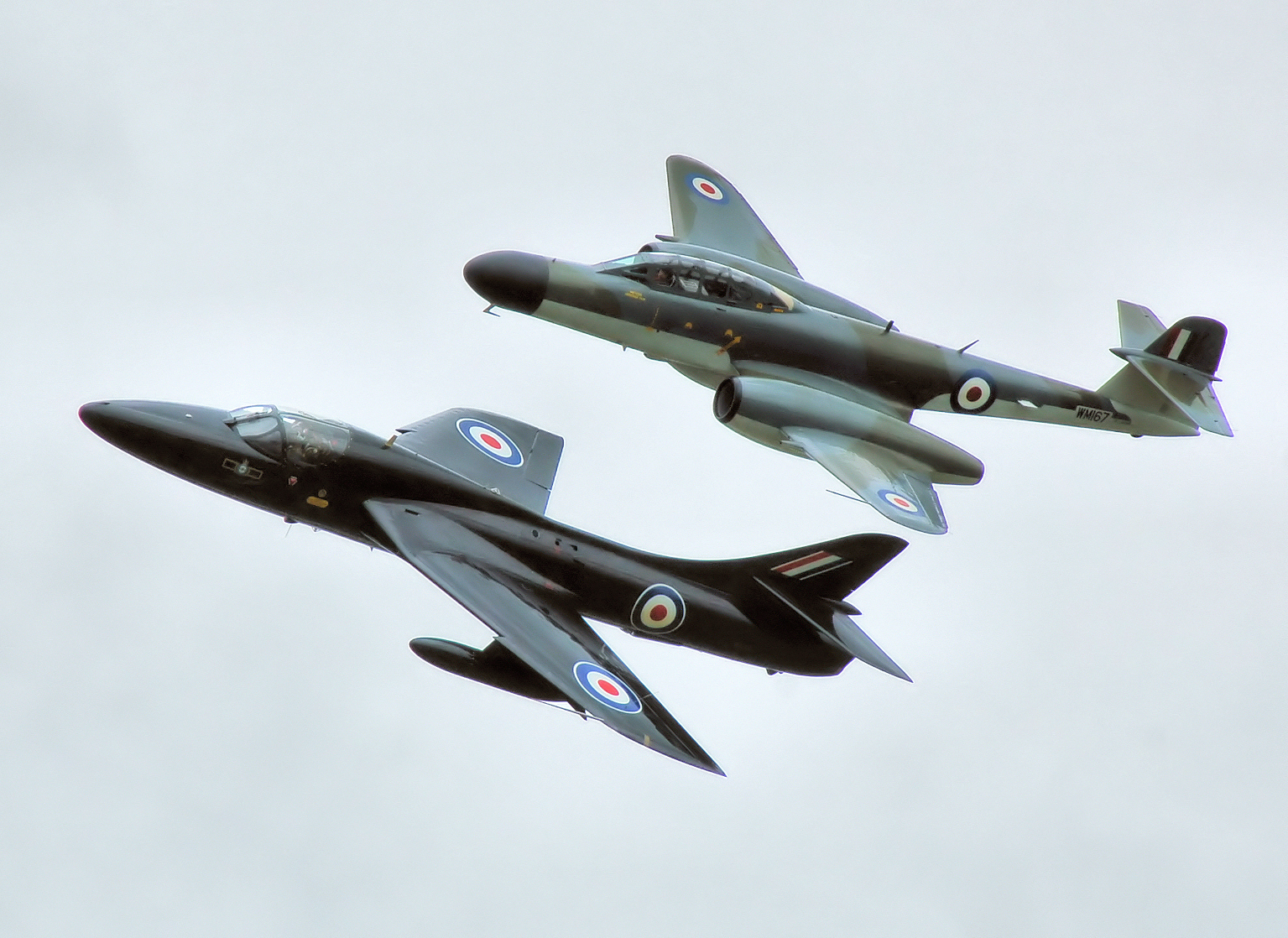
Gloster Meteor NF 11 podczas lotu z Hawkerem Hunterem T7A w czasie Kemble Air Show w czerwcu 2009

### Kryzys sueski(1956)
Należące do Wielkiej Brytanii Huntery F.5 działały z baz położonych na Cyprze w ramach operacji Muszkieter zapewniając osłonę samolotom koalicji izraelsko-francusko-brytyjskiej bombardującym lotniska egipskie oraz chroniąc własne bazy przed bombowcami wroga.

### Wojna sześciodniowa(1967)
Podczas wojny izraelsko-arabskiej samoloty Hawker Hunter były wykorzystywane przez lotnictwo Iraku i Jordanii. Większość jordańskich Hunterów zostało zniszczonych na lotniskach już pierwszego dnia wojny, a 16 innych zestrzelono w walkach powietrznych.

### Aden
W maju 1964 należące do dwóch brytyjskich eskadr samoloty Hunter FGA.9 i FR.10 były wykorzystywane do walk z rebeliantami z plemienia Qutaibi w regionie Radfan w Jemenie. Obie eskadry kontynuowały działania w tym rejonie aż do wycofania wojsk brytyjskich z Adenu w listopadzie 1967.

### Powstanie w Brunei i konfrontacja z Borneo
Podczas rewolty w Brunei w 1962 roku RAF rozmieścił Huntery w lokalnych bazach w celu wsparcia własnych sił lądowych. Podczas konfliktu między Malezją wspieraną przez Wielką Brytanię a Indonezją, który wybuchł w tym samym roku, również wykorzystywano Huntery oraz inne samoloty brytyjskie rozlokowane w bazach na Borneo i Półwyspie Malajskim.

### Chile
Samoloty Hawker Hunter odegrały znaczącą rolę podczas puczu wojskowego w 1973 roku. Zbuntowane przeciwko prezydentowi Salvadorowi Allende siły powietrzne bombardowały pałac prezydencki, jego siedzibę w Santiago oraz nadajniki radiowe proprezydenckich i prorządowych rozgłośni.

### Somalia
Pierwsze samoloty zostały dostarczone z Zjednoczonych Emiratów Arabskich do Somalii gdzieś pomiędzy 1981 a 1983 rokiem w zależności od źródeł. Początkowo zostały użyte w wojnie granicznej z Etiopią. Później reżim Mohammeda Siad Barre wykorzystywał Huntery do zmasowanych bombardowań na opozycje. W czasie toczenia walk z opozycją i klanami w latach 1985–1990 stracono cztery samoloty. Jeden omyłkowo zestrzelony przez somalijską obsługę przeciwlotniczą, jeden rozbił się w wyniku awarii silnika, a dwa kolejne zostały zniszczone w wyniku błędnego manewrowania wykonywanego przez pilotów. Liczba dostarczonych Hunterów jest trudna do oszacowania. Według różnych źródeł   dostarczono od 6 do 9 egzemplarzy w wersjach: FGA.76, FGA.76A, FGA.75, FR.76A i T.77. Natomiast prawdopodobne jest, że Somalia mogła dysponować 8 samolotami typu Hawker Hunter (5 FGA.76, 1 FGA.75, 1 FGA.76A i 1 T.77). W 1991 roku Somalijskie Siły Powietrzne dysponowały 4 samolotami tego typu (trzema FGA.76 i jednym T.77), jednak na skutek wojny domowej siły powietrzne zostały rozwiązane, a samoloty zostały porzucone na lotnisku w Bayhabo, gdzie widziano je jeszcze w 1993 roku. Obecnie ich los jest nie pewny, ale być może one wciąż tam stoją
.

### Rodezja
Lotnictwo Rodezji (obecnie Zimbabwe) wykorzystywało swoje Huntery FGA.9 przeciwko komunistycznym rebeliantom z ugrupowań ZANU i ZAPU od końca lat 60. do 70.

### Zimbabwe
Lotnictwo Zimbabwe wspierało prezydenta Demokratycznej Republiki Konga Laurenta Kabilę podczas II wojny kongijskiej.

### Liban
Libańskie Siły Powietrzne wykorzystywały Huntery od 1958 roku. Jedna z maszyn została zestrzelona podczas pierwszego dnia wojny sześciodniowej przez samoloty izraelskie. Libańskie Huntery były też incydentalnie wykorzystywane podczas wojny domowej w Libanie, a ostatnie misje bojowe wykonały w czasie od 1 września do 15 września 1983.
Podczas konfliktu w 2007 roku pomiędzy libańskimi siłami zbrojnymi a islamską grupą zbrojną Fatah al-Islam, rozważano przywrócenie pięciu Hunterów do służby, ale tylko pod warunkiem znalezienia brakujących części zamiennych. Najprawdopodobniej brakującymi elementami były części foteli wyrzucanych. Wykorzystano za to stare, liczące ponad 30 lat, bomby lotnicze, kiedyś stanowiące uzbrojenie Hunterów. Bombami tymi atakowano cele Fatah al-Islam zrzucając je ze śmigłowców.

### Konflikty indyjsko-pakistańskie

#### Druga wojna kaszmirska (1965)
Podczas Drugiej Wojny Kaszmirskiej w 1965 roku, należące do Indii Huntery wykorzystywano do niszczenia celów naziemnych, głównie pojazdów opancerzonych, oraz jako samoloty myśliwskie. Podczas bitwy o Asal Uttar w indyjskim stanie Pendżab Huntery zniszczyły wiele pakistańskich czołgów, głównie typu Patton. W walkach powietrznych łupem Hunterów padło sześć myśliwców North American F-86 Sabre oraz wiele innych maszyn przy stratach własnych wynoszących osiem samolotów.
Proporcje te nie wyglądają imponująco, jednak należy wziąć pod uwagę, że indyjskie Huntery były obciążone bombami i paliwem, ponieważ działały w znacznej odległości od własnych baz. Ponadto znaczącym jest fakt, że Huntery nie posiadały pocisków rakietowych klasy powietrze-powietrze, a jedynie uzbrojenie strzeleckie, w przeciwieństwie do pakistańskich Sabre’ów wyposażonych w pociski AIM-9 Sidewinder. Dodatkowo piloci indyjscy w przeciwieństwie do pakistańskich nie posiadali doświadczenia bojowego.

#### 1971
Podczas bitwy pod Longewala cztery indyjskie Huntery zniszczyły około 100 pojazdów pakistańskich, w tym czołgów Typ 59 i M4 Sherman. Wykorzystywano je również jako bombowce do ataku na rafinerie w Karaczi, który miał miejsce 4 grudnia 1971 i elektrownię wodną Magla dnia następnego. Tydzień później cztery Huntery z bazy w Jaisalmer przeprowadziły atak rakietowy na fabrykę gazu zlokalizowaną w północnym Sindh. We Wschodnim Pakistanie (obecnie Bangladesz) samoloty Hawker Hunter, wraz z innymi maszynami wykorzystywanymi przez Siły Powietrzne Indii zaatakowały fabrykę broni w Joydebpur poważnie ją uszkadzając.